# 6558 Norizuki
6558 Norizuki è un asteroide della fascia principale. Scoperto nel 1991, presenta un'orbita caratterizzata da un semiasse maggiore pari a 2,2642519 UA e da un'eccentricità di 0,0623815, inclinata di 3,97947° rispetto all'eclittica.